# Ирис остродольный
Ирис остродольный (лат. Iris acutiloba) — вид растений рода Ирис семейства Ирисовые.

## Описание
Многолетнее растение с маленьким корневищем. Даёт поросль, которая стелется по поверхности[прояснить]. Распространён в горах Кавказа, также встречается в Турции, Армении, в восточной части Азербайджана, Туркменистане и Иране.
Карликовое растение с узкими, серповидными и изогнутыми листьями. На листе имеется сеть жилок. Весной или в начале лета цветёт один цветок. Окраска цветка очень различна и варьируется в зависимости от подвида (встречаются кремовые, кремово-белые, белые, бледно-коричневые, светло-серый, бледно-фиолетовый. Раскрывшийся цветок может достигать 10 см[прояснить]. Большинство растений вырастают до 12-15 см, но более крупные экземпляры с учётом тонкого стебля и цветоноса достигают 25 см.
Как и у других ирисов у этого вида есть 2 пары лепестков, 3 больших чашелистика (внешние лепестки) и 3 внутренних маленьких листа[прояснить]. На сгибах лепестков имеется характерное пятнышко тёмно-коричневого или пурпурного цвета.
Выделяют подвиды Iris acutiloba subsp. lineolata и Iris acutiloba subsp. longitepala.
Культивируется как декоративное растение в регионах с умеренным климатом.

## Филателия

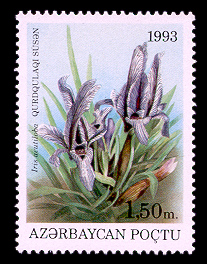
Иллюстрация на марке Азерабайджана
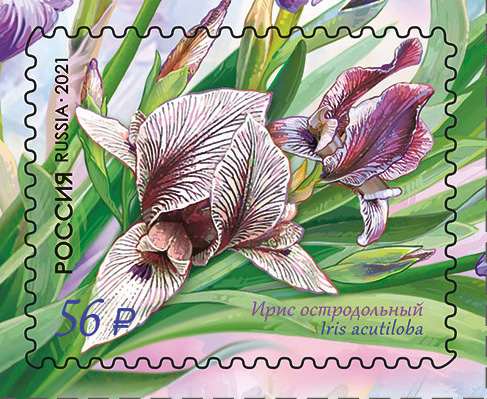
Почтовая марка. Флора России. Цветы. Ирисы, занесённые в Красную книгу Российской Федерации.